# کلیوچی (پایگاه هوایی)
کلیوچی (پایگاه هوایی) فرودگاهی نظامی واقع در کلیوچی (کرای کامچاتکا) در کشور روسیه است که توسط نیروی هوایی روسیه اداره می‌شود.